# Joseph Theodorus Suwatan
Joseph Theodorus Suwatan MSC (Tegal, 10 de abril de 1940) é bispo emérito de Manado.
Joseph Theodorus Suwatan juntou-se aos Missionários do Sagrado Coração e foi ordenado sacerdote em 8 de janeiro de 1969. O Papa João Paulo II o nomeou Bispo de Manado em 8 de fevereiro de 1990.
O pró-núncio apostólico na Indonésia, Francesco Canalini, o ordenou bispo em 29 de junho do mesmo ano; Os co-consagradores foram Theodorus Hubertus Moors MSC, ex-bispo de Manado, e Julius Riyadi Cardeal Darmaatmadja SJ, Arcebispo de Jacarta e Bispo Militar da Indonésia.
O Santo Padre aceitou a renúncia da pastoral da diocese de Manado, Indonésia, apresentada por Sua Excelência Mons. Joseph Theodorus Suwatan, M.S.C., e nomeou como bispo da diocese de Manado o Rev. Pe. Benedictus Estephanus Rolly Untu, M.S.C., ex-superior provincial das Missionárias do Sagrado Coração para a Indonésia.